# Leskia aurea
Leskia aurea är en tvåvingeart som först beskrevs av Fallen 1820.  Leskia aurea ingår i släktet Leskia och familjen parasitflugor. Arten är reproducerande i Sverige. Inga underarter finns listade i Catalogue of Life.

## Bildgalleri

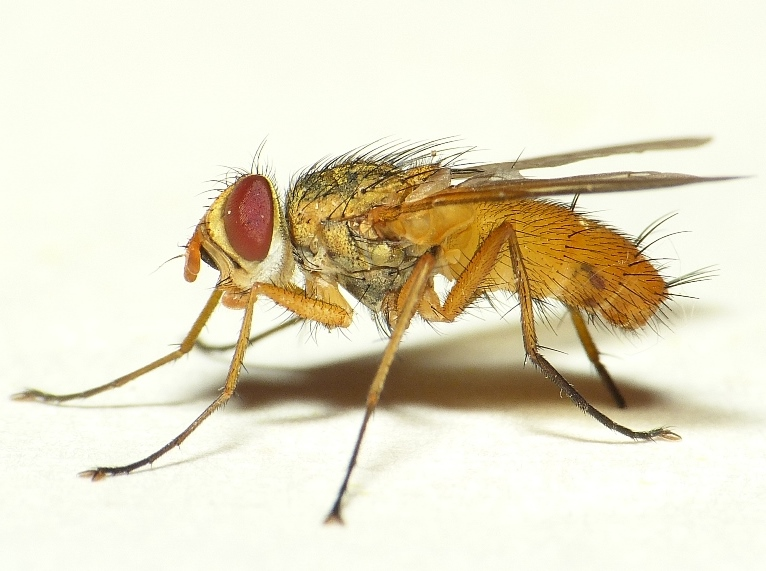